# Loving in Stereo
Loving in Stereo è il terzo album in studio del gruppo musicale britannico Jungle, pubblicato nel 2021.

## Tracce
1. Dry Your Tears – 1:20
2. Keep Moving – 4:00
3. All of the Time – 3:02
4. Romeo (featuring Bas) – 2:46
5. Lifting You – 2:46
6. Bonnie Hill – 3:11
7. Fire – 2:45
8. Talk About It – 3:24
9. No Rules – 2:25
10. Truth – 2:51
11. What D'You Know About Me? – 2:49
12. Just Fly, Don't Worry – 1:48
13. Goodbye My Love (featuring Priya Ragu) – 3:14
14. Can't Stop the Stars – 3:41

## Formazione
- Josh Lloyd-Watson
- Tom McFarland